# Ho-Pin Tung
Ho-Pin Tung, född den 4 december 1982 i Velp, Nederländerna, är en kinesisk-nederländsk racerförare.

## Racingkarriär
Tung vann Formel BMW Asia 2003, och fick därför testa med Williams i formel 1. Han körde därefter i tre år i Tyska F3-mästerskapet, där han vann titeln 2006, vilket gav honom chansen i GP2, där han tävlade under 2007 för BCN Competition, och tog fyra poäng totalt. 2008 tog han en pallplats i ett regnrace i Monaco, men slutade trots det på artonde plats.